# Frankoliner
Frankoliner kallas ett antal arter i familjen fasanfåglar (Phasianidae). De lever alla i gamla världen, är markbundna men inte flygoförmögna och lever av insekter, växter och frön. Merparten av arterna har en nedåtböjd övre näbbhalva, stjärt med 14 fjädrar och många arters hanar har sporrar på tarsen.
Tidigare fördes de alla till ett och samma släkte, Francolinus. Ett flertal DNA-studier har senare visat att de inte är varandras närmaste släktingar och delas därför nu in i följande fyra släkten:
- Francolinus i begränsad mening – delas i sin tur ibland ytterligare i Francolinus och Dendroperdix
- Peliperdix
- Scleroptila
- Pternistis

De tre första släktena står förhållandevis nära varandra och hör till en grupp fåglar där även djungelhöns (Gallus) och bambuhöns (Bambusicola) ingår. Pternistis å andra sidan är mer släkt med vaktlar (Coturnix), snöhöns (Tetraogallus) och hönsfåglarna i Alectoris.
Ytterligare en art, iturivakteln, betraktades också tidigare vara en frankolin, men står nära stenvakteln (Ptilopachus petrosus) som i sin tur förvånande nog har visat sig vara släkt med den amerikanska familjen tofsvaktlar (Odontophoridae).